# Zosterops vaughani
Zosterops vaughani — вид воробьиных птиц из семейства белоглазковых.

## Название
Назван в честь британского юриста и орнитолога Джона Генри Вагана (1892—1965).

## Распространение
Эндемики Танзании. Естественной средой обитания этих птиц являются субтропические или тропические сухие леса, влажные равнинные леса, мангровые леса и сухая саванна.

## Описание
Длина тела 10-10.5 см. Белое глазное кольцо узкое и незаметное. Общая гамма окраски желто-зеленовато-оливковая.

## Биология
Вьют из травы и пальмовых волокон маленькое открытое чашеобразное гнездо. В кладке два голубых яйца. Пища в основном состоит из фруктов и ягод, таких как Margaritaria discoidea и Antidesma venosum, фруктового сока чёрной шелковицы, цветочных бутонов перца, семян восточно-индийского аррорута и насекомых.

## Охранный статус
МСОП присвоил виду охранный статус LC.